# Choeropotamidae
Choeropotamidae es una familia extinta de mamíferos primitivos, pertenecientes al orden de los artiodáctilos, conocidos desde el Eoceno inferior (Lutetiano inferior) hasta el Oligoceno inferior (Rupeliense inferior), que vivían en lo que ahora es Europa; posibles hallazgos en Egipto y en Turquía.

## Taxonomía
Clasificación de Choeropotamidae según Erfurt y Métais en 2007:
- †Amphirhagatherium Depéret, 1908
- †Anthracobunodon Heller, 1934
- †Choeropotamus Cuvier, 1822
- †Cuisitherium Sudre, Russell, Louis & Savage, 1983
- †?Diplopus Kowalevsky, 1873
- †Hallebune Erfurt & Sudre, 1995
- †Haplobunodon Depéret, 1908
- †Lophiobunodon Depéret, 1908
- †Masillabune Tobien, 1980
- †?Parabunodon[2] Ducrocq & Sen, 1991
- †Rhagatherium Pictet, 1857
- †?Tapirulus Gervais, 1850
- †Thaumastognathus Filhol, 1890